# Schefflera monosperma
Schefflera monosperma är en araliaväxtart som beskrevs av Maguire, Steyerm. och David Gamman Frodin. Schefflera monosperma ingår i släktet Schefflera och familjen araliaväxter. Inga underarter finns listade.